# Batalla de Lenadoon
La batalla de Lenadoon va ser un combat urbà a tirotejos entre l'IRA Provisional i l'Exèrcit britànic, entre el 9 i el 14 de juliol de 1972, com a part dels Troubles del conflicte nord-irlandès. Es va iniciar al voltant de l'avinguda de Lenadoon de Belfast i es va escampar per la rodalia. En algun dels incidents s'hi van implicar paramilitars lleialistes i republicans de l'IRA Oficial. Segons l'índex de defuncions del CAIN hi van morir un total de 28 persones. La violència va acabar una treva de dues setmanes entre les forces de l'IRA i el Govern britànic.

## Rerefons
L'any 1972 ja es duien tres anys de Troubles del conflicte nord-irlandès a Belfast, amb enfrontaments creixents entre paramilitars republicans irlandesos l'Exèrcit britànic i la Royal Ulster Constabulary (RUC), i un nivell de violència social i sectària que no s'havien vist a l'illa des de la dècada de 1920 durant la Guerra Civil irlandesa. Tirotejos, bombardejos, emboscades, atacs amb mines terrestres, robatoris de banc i motins havien esdevingut un tema diari a la vida d'Irlanda del Nord, i des d'agost 1971 batalles amb intercanvi de trets de pistola a tres bandes entre paramilitars republicans, paramilitars lleialistes i l'Exèrcit britànic. Durant molt de temps va ser un succés recurrent a Belfast, especialment a les barriades del nord i de l'oest, amb concentracions de població rival, i anomenada el «Far West» pels oficials de la RUC.
Després del Diumenge Sagnant de 1972, quan l'Exèrcit britànic va assassinar a trets a catorze civils desarmats durant una marxa, l'IRA va obtenir un gran suport i nombrosos voluntaris es van allistar a la guerrilla, tant a l'IRA Provisional (PIRA) com a l'IRA Oficial (OIRA). La primavera de 1972 l'IRA es pensava que vencien i van utilitzar l'eslògan «Victory 72». El juny de 1972, el Consell Armat de l'IRA va declarar un alto el foc per a facilitar les converses entre les delegacions de l'IRA i el govern britànic. La treva va durar dues setmanes, amb els militants de la línia dura de l'IRA ansiosos per a reprendre la lluita armada creient que estaven guanyant el polze contra el Govern britànic amb el deteriorament de la situació d'ordre d'Irlanda del Nord i la victòria ben a prop.

## Batalla

### 9 de juliol
Dos dies després, a Londres, es van trencar les negociacions entre la direcció de l'IRA i el govern britànic. L'IRA de l'Oest de Belfast es va veure implicada en una confrontació a la barriada de Lenadoon, quan hi va haver l'intent d'un gran nombre de catòlics de moure les seves famílies a 16 cases buides que l'Ajuntament tenia a l'avinguda Lenadoon i que havien estat abandonades per protestants després de la fugida causada pels recents aldarulls. En un intent d'impedir un motí entre catòlics i protestants, es va fer traslladar els protestants al sud de la barriada de Lenadoon, que tenia el suport dels paramilitars de l'Associació de Defensa de l'Ulster (UDA), i un destacament de l'Exèrcit britànic va blocar la carretera amb els seus vehicles blindats per parar l'avanç dels catòlics, el qual va desencadenar en aldarulls quan l'Exèrcit va embestir un camió en moviment per impedir-li que creués la barricada. Aquell vespre, l'IRA de Belfast va anunciar el final de l'alto el foc, com a conseqüència dels successos a la barriada de Lenadoon, i el membre de Consell Armat de l'IRA Seamus Twomey, que fins aquell moment havia estat negociant a la barriada amb l'Exèrcit britànic, va ordenar a Brendan Hughes, comandant de la Brigada de Belfast de l'IRA Provisional, que obrís foc a l'Exèrcit britànic, i van esclatar nous combats urbans.
Aquella nit, motins i episodis de violència van ocórrer en altres zones de Belfast. En el que es coneix com la massacre de Springhill, franctiradors de l'Exèrcit britànic van disparar i assassinar a tres civils catòlics, un voluntari de l'IRA Oficial i un membre de 16 anys del Fianna Éireann (l'ala juvenil de l'IRA), i van ferir a dos altres civils. En altres indrets de Belfast, dos civils protestants, Brian McMillan (21 anys) i Alan Meehan (18 anys), juntament amb un militar catòlic fora de servei de l'Exèrcit britànic, Joseph Flemming (30 anys), van ser trobats morts a trets en un cotxe semiincendiat al Little Distillery Street, just al costat de Grosvenor Road. Aquella acció es va atribuir a l'IRA possiblement com a resposta als successos de Springhill, però ningú va reconèixer l'autoria dels assassinats. Un tercer civil protestant va ser trobat mort a trets prop dels dipòsits d'aigua de Cavehill Road, també executat per voluntaris de l'IRA. A Belfast, un civil catòlic de 60 anys va ser assassinat a trets per l'Exèrcit britànic mentre conduïa el seu cotxe prop de Falls Road, i l'IRA va disparar mortalment a Gerald Turkington, un militant de 32 anys de l'Associació de Defensa de l'Ulster (UDA), a la zona de Markets Area. En total, onze persones van morir assassinades el 9 de juliol a Belfast.

### 10 de juliol
L'endemà van continuar els aldarulls i els tirotejos, tot i que ningú més va morir assassinat. William Whitelaw va admetre que s'havien realitzat converses secretes entre l'IRA i el govern britànic.

### 11 de juliol
L'IRA va intentar destruir el punt d'observació de l'Exèrcit britànic de l'avinguda Lenadoon, utilitzant una excavadora mecànica carregada amb una bomba massiva a la seva pala. Un voluntari de l'IRA va conduir la màquina fins a la caseta militars per, després, ser envoltada i disparada per centenars de trets de companys republicans però la bomba no va arribar a esclatar.
Entre les 14:30 hores i les 15 hores, Gerard Gibson, un voluntari de 16 anys de l'ala juvenil de l'IRA Oficial, va morir assassinat a trets per l'Exèrcit britànic a prop de Lenadoon, concretament a l'avinguda Carrigart, d'Andersonstown, Belfast.
Així mateix, Charles Watson, un civil catòlic de 21 anys, va ser trobat mort, víctima de trets, a Carlisle Circus, presumptament disparats per paramilitars de l'UDA.

### 14 de juliol
Aquell dia es van desplegar sis-cents militars britànics addicionals a l'Avinguda Lenadoon per a enfrontar-se a l'IRA, després que a aquelles alçades de la batalla els paramilitars irlandesos haguessin pres el control de la majoria de la barriada. Nous enfrontaments armats van resultar amb la mort de sis persones més. A l'Avinguda Lenadoon, un franctirador del PIRA va disparar mortalment a Robert Williams-Wynn, un soldat britànic de 24 anys que es trobava al capdavant d'una unitat de cotxes blindats, quan la unitat militar pretenia aïllar els voluntaris de l'IRA de la zona. Així mateix, un franctirador del PIRA va disparar mortalment un civil protestant de 64 anys quan estava atacant una base de l'Exèrcit britànic a Highfield, Belfast. Per altra banda, Louis Scullion, un pistoler de l'IRA Provisional de 27 anys, va morir a trets per l'Exèrcit britànic als Unity Flats de Belfast. El secretari d'Estat d'Irlanda del Nord, William Whitelaw, va manifestar a la Cambra dels Comuns que l'IRA havia utilitzat una llançadora de coet en un dels intercanvis de trets i que, fins aquell moment, en tenien sis en el seu inventari.
Durant la batalla, un altre intercanvi de trets va succeir a la barriada d'Ardoyne, amb el resultat mortal d'Edward Brady, un voluntari de 30 anys de la Brigada de Belfast de l'IRA Oficial assassinat per l'Exèrcit britànic, i dos soldats britànics assassinats per pistolers de la Brigada de Belfast de l'IRA Provisional. Tot i que l'Exèrcit britànic va afirmar que Edward Brady era membre de l'IRA i, al seu torn, l'IRA Oficial el va reconèixer com un dels seus militants, anys més tard la seva família va negar qualsevol vincle d'ell amb grups paramilitars.

## Conseqüència
L'IRA va continuar intensificant la seva campanya de bombardeigs, atacs amb franctirador i emboscades. Just una setmana després del final de les batalles al voltant de Belfast, l'IRA Provisional va realitzar una de les majors operacions de bombardeig de la seva història. En el que es coneix com a Divendres Sagnant, van col·locar i explotar 22 cotxes bomba a la ciutat de Belfast en un període de 75 minuts, amb el resultat de 9 persones mortes entre civils, membres de les forces de seguretat i un militant de l'UDA, així com, aproximadament, 130 de ferides.